# La voz Colombia
La voz Colombia est une émission de télévision colombienne de téléréalité.

## Saisons
| Saison | Nombre de participants | Début de la saison | Fin de la saison | Positions       | Positions          | Positions           | Positions     | Coach Gagnant    | Coaches                                                     | Présentateurs            |
| ------ | ---------------------- | ------------------ | ---------------- | --------------- | ------------------ | ------------------- | ------------- | ---------------- | ----------------------------------------------------------- | ------------------------ |
| Saison | Nombre de participants | Début de la saison | Fin de la saison | 1er place       | 2e place           | 3e place            | 4e place      | Coach Gagnant    | Coaches                                                     | Présentateurs            |
| 1      | 72                     | 1er octobre 2012   | 20 décembre 2012 | Miranda Cardona | Victoria Castillo  | Giovanna Giacometto | Andrea Florez | Ricardo Montaner | Ricardo Montaner Fanny Lu Carlos Vives Andrés Cepeda        | Carlos Ponce Linda Palma |
| 2      | 72                     | 23 septembre 2013  | 19 décembre 2013 | Camilo Martínez | Jessica Agualimpia | Anita Moreno        | J. Cadenas    | Andrés Cepeda    | Ricardo Montaner Fanny Lu Gilberto Santa Rosa Andrés Cepeda | Carlos Ponce Linda Palma |

### Sources
- (es) Cet article est partiellement ou en totalité issu de l’article de Wikipédia en espagnol intitulé « La voz Colombia » (voir la liste des auteurs).